# Brooks-törvény
A Brooks-törvény kimondja, hogy ha egy elcsúszott projekthez további embert adsz, a projekt még tovább fog csúszni.
1975-ben Fred Brooks, a szoftverfejlesztés egyik alapelvének mondta ki a The Mythical Man-Month című könyvében. Hasonló a csökkenő megtérülés általános tervéhez.
Fennáll a halálmenet lehetősége is, ha nem adnak új embereket a projekthez, hanem azokat túlóráztatják, akik már a projektben vannak.

## Magyarázatok
Maga Brooks is leegyszerűsítésnek nevezte a rövid leírást, ami azonban leírja az általános elvet. Brooks a következőkkel magyarázza a jelenséget:
- Az embereknek időbe telik, hogy egy projektben produktívan vegyenek részt. A szoftverprojektek nagyon komplexek, s a résztvevőknek oktatásra van szükségük, hogy megismerjék ezeket a mérnöki rendszereket, a konkrét rendszert és az egyedileg kialakított szokásokat. Ez az oktatás további erőforrásokat von el a fejlesztéstől. Azon kívül, hogy a tapasztalt résztvevők csökkent mértékben tudnak részt venni a munkában, az új emberek még hátráltathatják is a munkát, mivel nagyobb valószínűséggel írnak hibás kódokat az ismerethiány miatt.
- A kommunikáció több ember között, több időt és erőforrást köt le. Bonyolultabb szervezeti struktúra kell hozzá; újfajta kommunikációs csatornák és stílusok jönnek létre. Az emberek számának duplára növelése a kommunikáció mennyiségének négyszeresre növekedését okozza.[3] Mindenkinek, aki ugyan azon a feladaton dolgozik szükséges, hogy szinkronban maradjon a többiekkel. Tehát, minél több ember dolgozik ugyanazon, annál több időt kell eltölteni annak a földerítésével, hogy a többiek pontosan mit csinálnak.
- A feladatok feloszthatósága. Ha a feladat jól felosztható, akkor több személy bevonása a munkába gyorsabb munkavégzést eredményez. Jól felosztható például a hotelszobák takarítása. Ezzel szemben Brooks rámutat arra, hogy egy nő kilenc hónap alatt hord ki egy babát; ugyanerre nem képes kilenc nő egy hónap alatt.

## Megoldási lehetőségek
Brooks törvénye nyitva hagy néhány kiskaput, amelyek ajtók a lehetséges megoldások számára.
Brooks törvénye a késésben levő projektekről szól. A korábban a projekthez adott emberek segíthetnek visszanyerni az ellenőrzést a projekt fölött. Fontos eldönteni, hogy az ütemezés volt-e túl optimista, vagy valóban késésben van a projekt, mivel sokszor az ütemezéssel van hiba. Ekkor segít az átütemezés, ami valós időhatárokat tűz ki.
Figyelembe kell venni, hogy hány munkatársat adnak a projekthez, milyen képességekkel és milyen szerepben. Számolni kell a betanulással és a kommunikáció bonyolultságának növekedésével annak eldöntésében, hogy hány taggal bővítenek. Jó programozók, illetve szakértők rövidebb idő alatt térnek át egy új projektre. A projekthez lazábban kapcsolódó feladatokat is lehet adni, például dokumentációt vagy minőségbiztosítást, ezek is segítenek a betanulásban.
Az olyan modern módszerek, mint a tesztvezérelt fejlesztés, a folyamatos integráció és az iteratív fejlesztés jelentősen csökkenti a kommunikációra fordított időt, így javítja a skálázhatóságot. Az új fejlesztési és dokumentációs eszközök lerövidítik a betanulási időt, ezzel megkönnyítik az új munkaerő bevonását. 
A programtervezési minták segítik felosztani a feladatokat. Különálló egységeket jelölnek ki, amelyek a minta által előírt módon kapcsolódnak, és milyen előírásoknak kell megfelelni. Segíti a kommunikációt egy szabványosított nyelvvel, konzisztenciát és skálázhatóságot biztosít. A jobb felosztás miatt a kapcsolattartás is egyszerűbb, mivel mindenki főként azokkal beszél, akinknek a munkája az ő munkájához kapcsolódik; másokhoz ritkábban fordul. A részproblémák helyi szinten kezelhetők. Ha rosszul osztanák fel a projektet, akkor akár akadályozhatják is egymást a problémák megoldásában. 
A Brooks-törvény folyományaként alkalmazzák a Bermuda-tervet. Eszerint a programozók 90%-át a projekt befejezése előtt eltávolítják a projektből, és a maradék 10% fejezi be.

## Fordítás
Ez a szócikk részben vagy egészben  a   Brooks's law című angol Wikipédia-szócikk fordításán alapul.  Az eredeti cikk szerkesztőit annak laptörténete sorolja fel. Ez a jelzés csupán a megfogalmazás eredetét és a szerzői jogokat jelzi, nem szolgál a cikkben szereplő információk forrásmegjelöléseként.